# Înțelegerea de la Doha
Înțelegerea de a aduce pace în Afganistan, cunoscută și ca Înțelegerea de la Doha este un tratat de pace semnat pe 29 februarie 2020 între Statele Unite ale Americii și Taliban la Doha, capitala Qatarului. Tratatul urma să pună bazele păcii dintre SUA și organizația teroristă și impunea retragerea trupelor NATO din Afganistan, întru încheierea războiului.